# Praplečka
Praplečka, nebo Socha Praplečka, je plastika jízdního kola, která se nachází u fotbalového hřiště ve Včelarech v části obce Bílovice v okrese Uherské Hradiště ve Zlínském kraji.

## Popis a historie díla
Plastika praplečka je vyrobena ze tří materiálů. Rám jízdního kola je vyroben z kované oceli, kola a sedlo jsou vyrobeny z kamene a řídítka jsou vyrobeny ze zvířecí stehenní kosti. Dílo lze charakterizovat jako technickou zajímavost s humorným nádechem recese. Je to údajně „nejstarší“ nalezené jízdní kolo na světě, které pochází z přelomu doby kamenné a doby bronzové. Dílo, které vzniklo v roce 2004, je od roku 2005 umístěno na kamenném válcovém soklu jako památník nebo pomník místních cyklistů. Místo je celoročně volně přístupné.

## Galerie

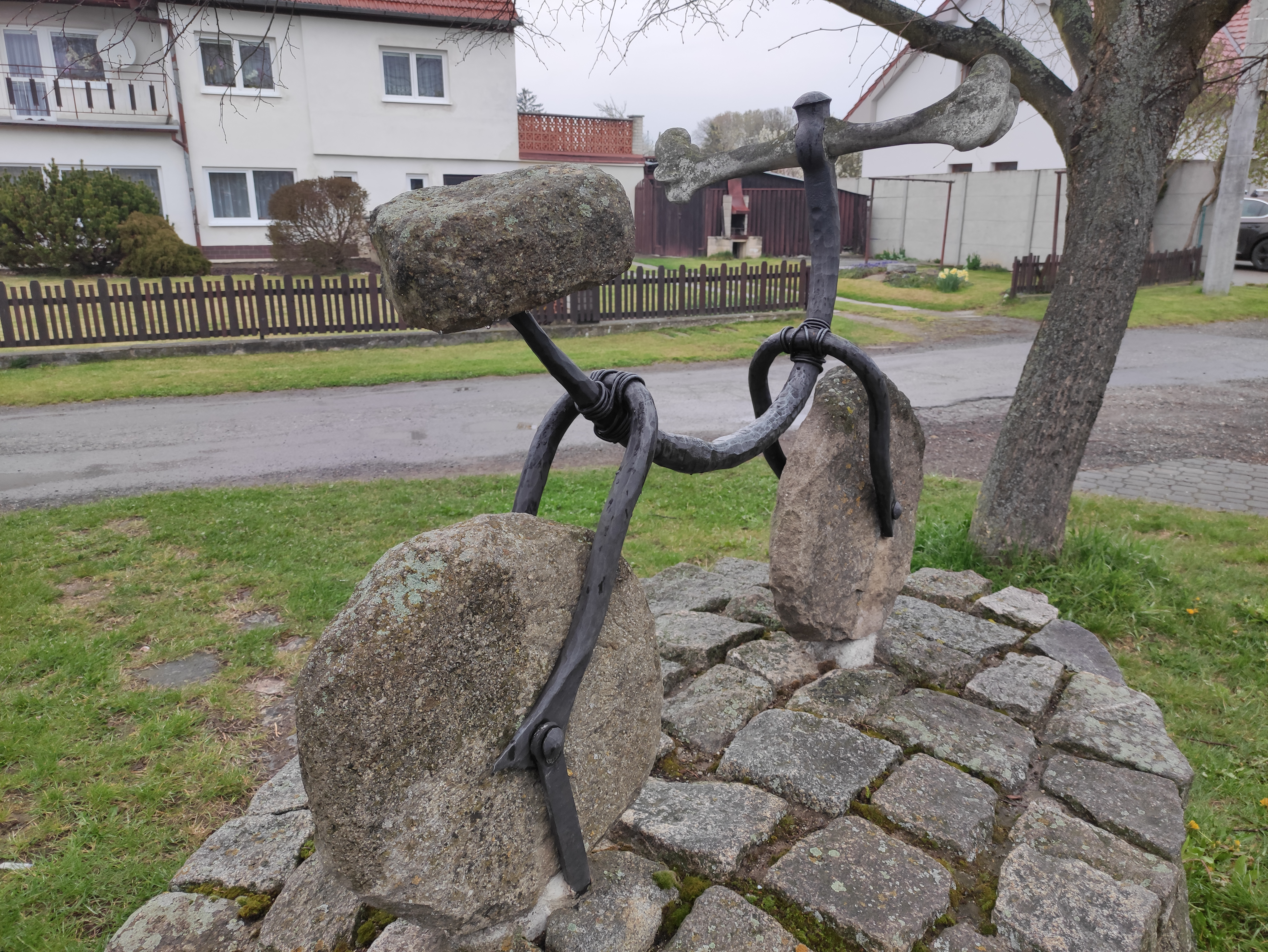
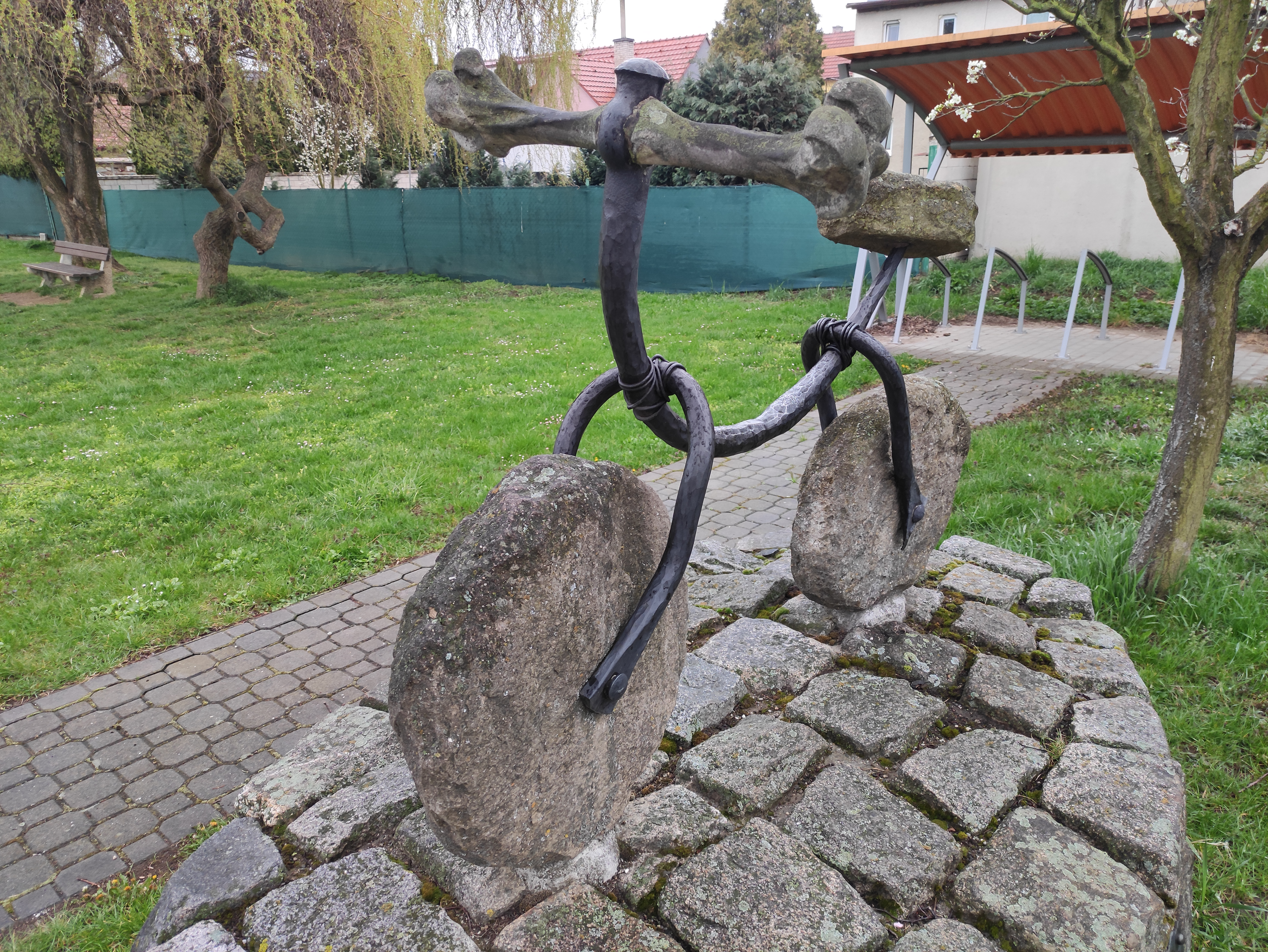
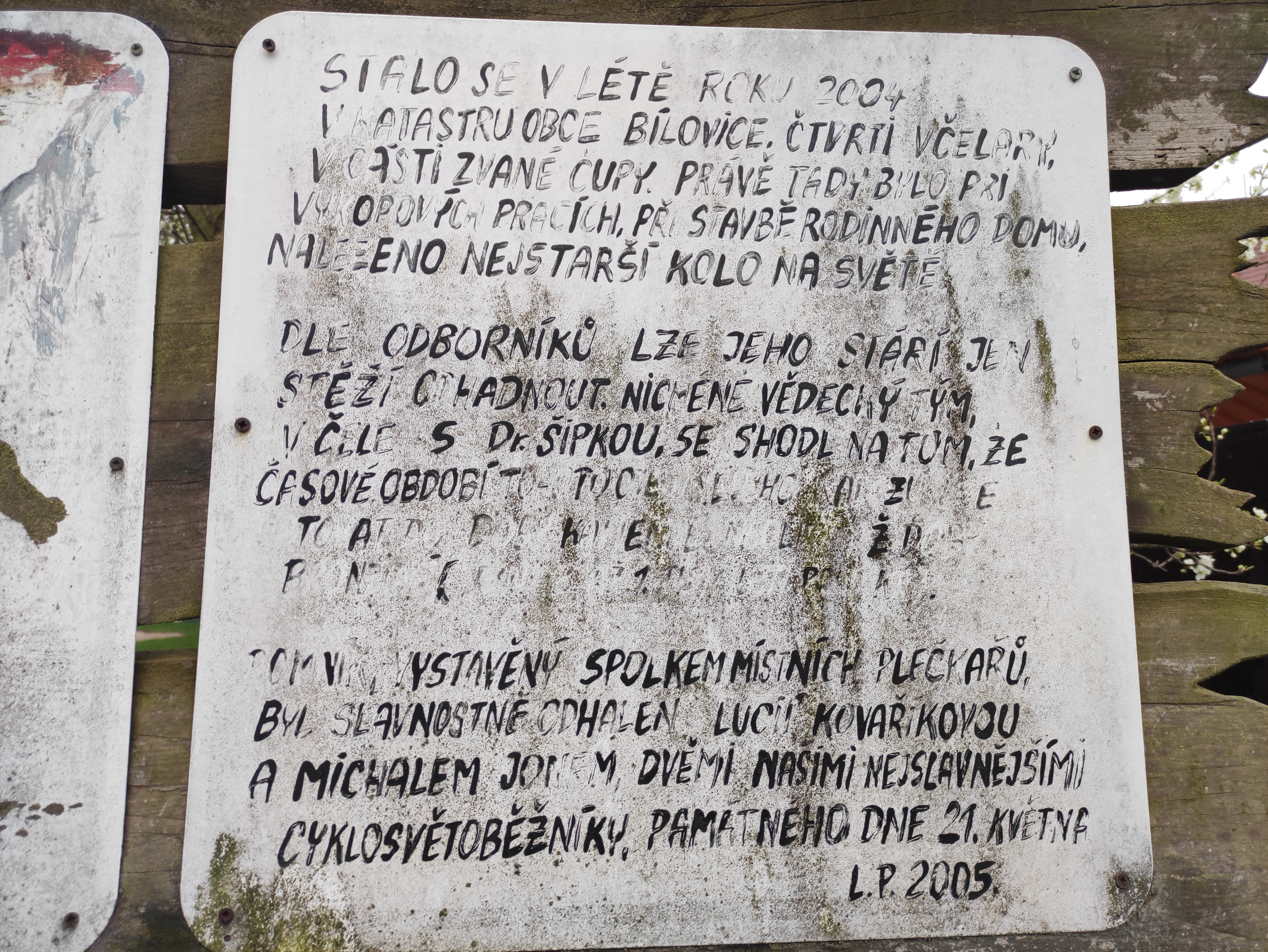